# Lars Hinneburg
Lars Hinnenburg (Rostock, República Democrática Alemana, 15 de junio de 1965) es un nadador alemán retirado especializado en pruebas de estilo libre media distancia, donde consiguió ser campeón mundial en 1986 en los 4x200 metros libre.

## Carrera deportiva
En el Campeonato Mundial de Natación de 1986 celebrado en Madrid (España), ganó la medalla de oro en los relevos de 4x200 metros estilo libre, con un tiempo de 7:15.91 segundos, por delante de Alemania Occidental (plata con 7:15.96 segundos) y Estados Unidos (bronce con 7:18.96 segundos).